# Louis Sharp
Louis Sharp (Nottingham, Verenigd Koninkrijk, 11 mei 2007) is een Nieuw-Zeelands autocoureur. In 2023 werd hij kampioen in het Brits Formule 4-kampioenschap en in 2024 in het GB3 Championship.

## Carrière

### Karting
Sharp, die werd geboren in Engeland maar op jonge leeftijd naar zijn thuisland Nieuw-Zeeland verhuisde, begon zijn autosportcarrière op zesjarige leeftijd in 2014 in het karting. Hij werd dat jaar achttiende in de Cadet-klasse van het Kartsport NZ National Schools Championship. In 2015 werd hij derde in deze klasse, voordat hij hier in 2017 kampioen werd. Tevens won hij dat jaar de titel in het Sievwright Kartsport NZ National Sprint Championship. In 2018 werd hij tweede in de Mini ROK-klasse van het Kartsport NZ National Sprint Championship, waar hij in 2019 kampioen in werd.
Vanwege zijn prestaties in de kartsport kreeg Sharp de aandacht van David Dicker, oprichter van het Nieuw-Zeelandse automerk Rodin Cars. Via Rodin ondersteunde Dicker de carrière van Sharp.

### Lagere formuleklassen
In 2020 maakte Sharp de overstap naar het formuleracing en debuteerde hij in de Formule First Manfeild Winter Series. Met een overwinning en zes podiumplaatsen werd hij vijfde in het eindklassement met 375 punten. Ook reed hij in de Nieuw-Zeelandse Formule First voor Track Tec Racing, waar hij met een podiumfinish eveneens vijfde werd.
In 2021 stapte Sharp over naar de Formule Ford, waar hij uitkwam in de Yokohama South Island Formula Ford Series. Hij behaalde vijf zeges, tien podiumplaatsen en twee pole positions, waardoor hij vijfde in de eindstand werd. Hij stond echter aan de leiding van het kampioenschap voordat hij de overstap maakte naar Europa.

### Formule 4
In 2022 ging Sharp in Europa racen en kwam hij uit in het Brits Formule 4-kampioenschap voor het team Carlin Motorsport. Omdat hij nog geen vijftien jaar was, mocht hij niet deelnemen aan het eerste raceweekend op Donington Park. In zijn eerste weekend op Brands Hatch behaalde hij direct een podiumfinish en in de daaropvolgende ronde op het Thruxton Circuit stond hij nog een keer op het podium. In de vierde ronde op Oulton Park stond hij twee keer op het podium en behaalde hij zijn eerste zege in de derde race van het weekend. In de rest van het seizoen behaalde hij nog zeven, waaronder een zege op Silverstone. Met 272 punten werd hij achter Alex Dunne, Oliver Gray en Ugo Ugochukwu vierde in het eindklassement. Aan het eind van het jaar nam hij deel aan een niet-kampioenschapsronde van het Formule 4-kampioenschap van de Verenigde Arabische Emiraten voor Carlin op het Yas Marina Circuit, waar hij beide races wist te winnen.
In 2023 bleef Sharp actief in de Britse Formule 4 bij hetzelfde team, dat werd omgedoopt in Rodin Carlin. Hij won zes races: drie op Donington Park, twee op het Croft Circuit en een op Brands Hatch. Daarnaast stond hij nog acht keer op het podium. Hij was gedurende het hele seizoen in gevecht met William Macintyre om de titel. Met 384 punten werd hij uiteindelijk kampioen in de klasse.

### GB3
In 2024 stapte Sharp over naar het GB3 Championship, waar hij voor het hernoemde Rodin Motorsport uitkwam. Hij won de seizoensopener op Oulton Park en behaalde in de rest van het jaar nog vier overwinningen op de Hungaroring, Donington Park (tweemaal) en Brands Hatch. Hij was in het hele seizoen in gevecht met John Bennett en Tymek Kucharczyk om de titel. Met 478 punten werd hij in de seizoensfinale op Brands Hatch gekroond tot kampioen.

### Formule 3
In 2025 debuteert Sharp in het FIA Formule 3-kampioenschap bij Rodin.